# Neoscirula sevidi
Neoscirula sevidi är en spindeldjursart som beskrevs av Den Heyer 1977. Neoscirula sevidi ingår i släktet Neoscirula och familjen Cunaxidae. Inga underarter finns listade i Catalogue of Life.